# Caproni Ca.49
El Caproni Ca.49 era una propuesta italiana de hidroavión de pasajeros de 1919.

## Desarrollo
En 1919, la compañía Caproni diseñó el Ca.49, un hidroavión destinado a ser utilizado como avión de pasajeros. El avión propuesto habría sido un triplano de cuatro motores, con tres motores que impulsan hélices de tractores y uno que impulsa una hélice de empuje. Aunque no se hizo una selección específica del motor, Caproni imaginó que los cuatro motores estaban clasificados entre 224 y 279 kilovatios (300 y 375 caballos de fuerza ) cada uno. Los pasajeros se situaban en una cabina cerrada.
No se construyeron variantes del Ca.49.

## Especificaciones (Ca.49 estimado)
Referencia datos: 

### Características generales
- Tripulación: 2
- Longitud: 13 m (42 pies 8 pulg.)
- Envergadura: 34.5 m (113 pies 2 pulg.)
- Altura: 7.8 m (25 pies 7 pulgadas)
- Superficie alar: 200 m² (2200 pies cuadrados)
- Planta motriz:   .
  - Potencia: 4 × desconocido 224–279 kW (300–375 hp) cada uno.

### Rendimiento
- Velocidad crucero (Vc): 140 km / h (87 mph; 76 kn)